# Большие Коршуны (Косолаповское сельское поселение)
Большие Коршуны (мар. Коршун) — опустевшая деревня в Мари-Турекском районе Республики Марий Эл. Входит в состав Косолаповского сельского поселения.

## География
Находится в восточной части республики Марий Эл на расстоянии приблизительно 19 километров по прямой на север от районного центра посёлка Мари-Турек.

## История
Была известна с 1834 года, когда в деревне значилось 85 человек. В 1905 году в деревне стало 65 дворов, 380 жителей, в 1923 году 393 жителя, в 1970 году 44 жителя, в 1979 году — 13. В советское время работали колхоз «Сеятель», совхозы «Первомайский» и «Октябрьский».

## Население
Население составляло 1 человек (русские 100 %) в 2002 году, 0 в 2010.